# Stuart Milner-Barry
Sir (Philip) Stuart Milner-Barry KCVO, CB, OBE (20 de setembre de 1906 - 25 de març de 1995) va ser un jugador i escriptor d'escacs i funcionari públic britànic, que també va fer de criptoanalista durant la Segona Guerra Mundial. Va treballar a Bletchley Park i va ser director del «Hut 6», una secció responsable de desencriptar missatges que havien estat xifrats amb la màquina Enigma alemanya. Fou un dels quatre principals descodificadors de Bletchley que signaren una influent carta mitjançant la qual feren una reeixida petició directa de més recursos a l'aleshores Primer Ministre britànic Winston Churchill. Després de la guerra va treballar al Tresor de Sa Majestat i posteriorment com a administrador del sistema d'honors britànic. En escacs, va representar Anglaterra en torneigs internacionals i va donar nom a diverses variants d'obertura.

## Primers anys i educació
Nascut a Hendon (Londres), Philip Stuart va ser el segon de sis fills d'un mestre, Edward Leopold Milner-Barry, que va morir el 1917, i la seva muller Edith Mary. Ja de petit era un escaquista de talent, que va guanyar el primer campionat britànic infantil el 1923. Va ser alumne del Cheltenham College i va aconseguir una beca per anar al Trinity College de la Universitat de Cambridge, on va obtenir un primer grau en ciències clàssiques i morals. A Cambridge, va fer amistat amb un altre jugador d'escacs, C. H. O'D. (Hugh) Alexander i va compondre diversos puzles d'escacs. Entre 1929 i 1938 va fer de corredor de borsa, malgrat que la feina no el satisfeia. Des de 1938, va ser corresponsal d'escacs per The Times, un càrrec en què fou succeït el 1945 per Harry Golombek.

### Primeres contribucions en l'àmbit dels escacs
Milner-Barry va fer el seu debut en els escacs d'alt nivell al fort torneig de Londres de 1932, el guanyador del qual fou el Campió del món Aleksandr Alekhin. Els seus millors resultats en competició internacional els aconseguí durant tres anys seguits als torneigs de Margate, en el període 1937–1939, i al torneig de Hastings de 1938. En els quatre esdeveniments, hi finalitzà a la meitat del quadre, contra fortíssims oponents, amb performances (segons Chessmetrics) d'entre 2538 i 2565 punts Elo. Això li atorgava una força real mínima de Mestre Internacional, tot i que mai no va arribar a rebre aquest títol. Segons Chessmetrics (que classifica els escaquistes històrics segons les seves actuacions de manera retrospectiva, fent servir algorismes moderns), va arribar a ocupar el 65è lloc mundial entre el juny i l'agost de 1941.
Va representar Anglaterra a les Olimpíades d'escacs d'1937 i 1939. Aquest segon torneig, disputat a Buenos Aires (Argentina), va coincidir amb la declaració britànica de guerra contra Alemanya el setembre de 1939. Milner-Barry, amb els seus companys d'equip Hugh Alexander (el campió britànic del moment) i Harry Golombek, van abandonar el torneig abans que finalitzés i van tornar a la Gran Bretanya.

## Bletchley Park

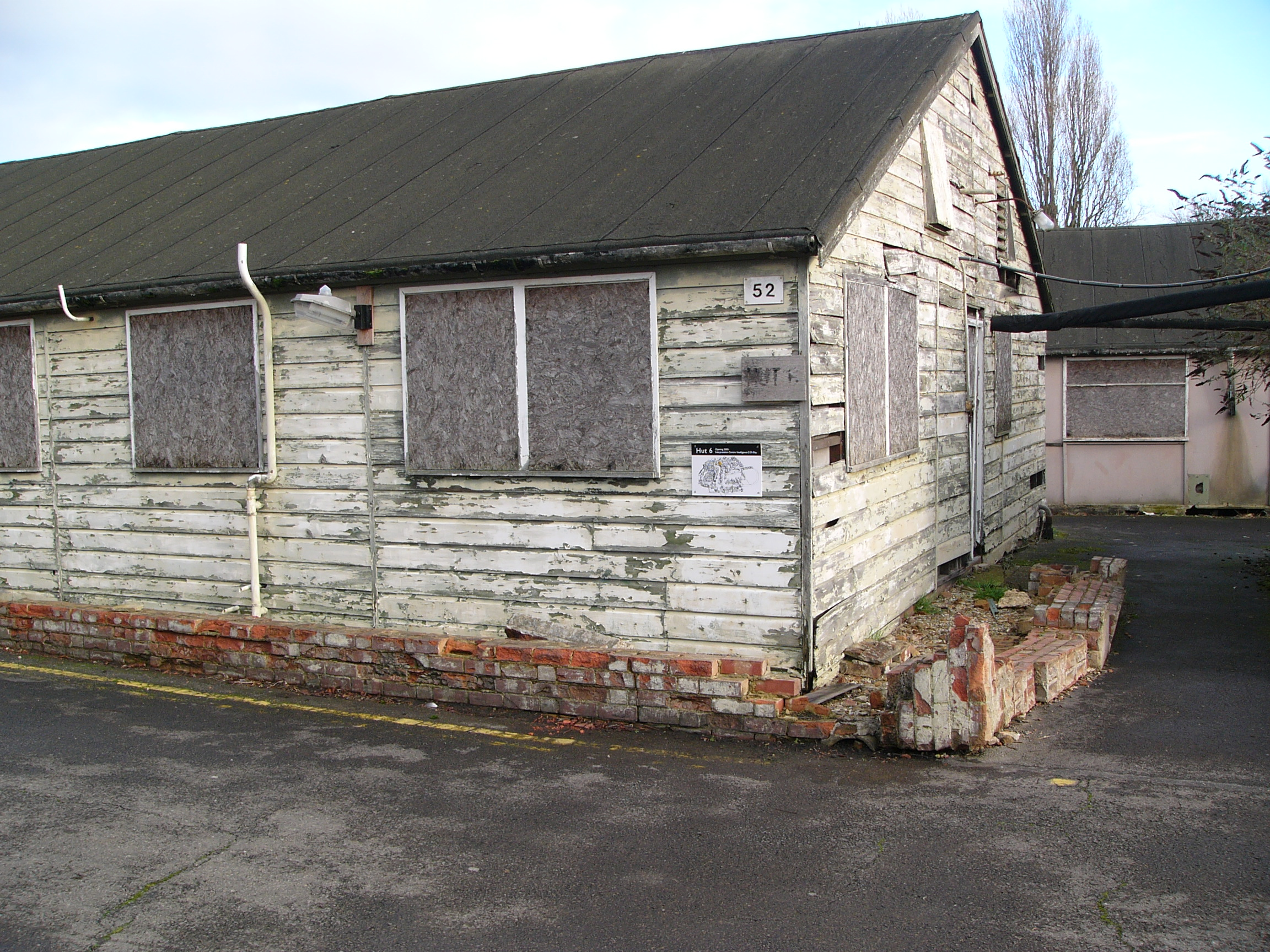
L'edifici Hut 6 original (fotografiat el 2004). Milner-Barry va ser al Hut 6 a principis de 1940 i va treballar-hi durant la Segona Guerra Mundial. Va esdevenir director del Hut 6 la tardor de 1943

Després del seu retorn, tots tres van ingressar a l'Escola de Xifratge i Codificació del Govern de Bletchley Park. Milner-Barry va ser reclutat pel matemàtic Gordon Welchman, qui el coneixia del Trinity College; al seu torn, Milner-Barry va reclutar Hugh Alexander. A començaments del 1940, va entrar a formar part de la secció de Welchman del Hut 6, la tasca assignada al qual era resoldre el codi de la màquina de xifratge Enigma utilitzada pel Heer i la Luftwaffe.
El 1993, Milner-Barry va escriure que «ara per ara no podria afirmar que jo comprengués completament com funcionava la màquina, sense deixar de banda tots els problemes que implicava trencar i llegir l'encriptació Enigma». Tanmateix, amb el seu coneixement de l'alemany, va fer un estudi de desxifratge i va trobar que contenia patrons estereotipats i remissions que podien ser explotats com a «xuletes» o pistes fiables per als missatges en llenguatge pla que encaixaven amb una peça donada de text xifrat. La recerca de xuletes fiables fou una tasca crítica pel Hut 6, ja que l'Enigma va ser trencada principalment amb l'ajut de «bombes», les grans màquines electromecàniques que cercaven automàticament les configuracions correctes. Les bombes depenien d'una xuleta adient per a tenir èxit. La tardor de 1940, Milner-Barry va ser posat a càrrec de la «cambra de les xuletes».
Va ser allotjat amb Alexander, qui treballava al Hut 8, la secció germana del Hut 6 en la feina amb la Màquina Enigma. La seva gran amistat els va permetre de resoldre fàcilment les necessitats competitives de les seves seccions respectives, en relació al temps limitat disponible per les «bombes». A l'octubre de 1941, va ser ascendit a ajudant del cap del Hut 6, tot just per sota de Welchman. En aquell moment, Bletchley Park experimentava una escassetat de personal administratiu que estava retardant la tasca amb l'Enigma i la gestió de l'escola semblava incapaç d'obtenir els recursos que necessitava. Això va afectar tant el Hut 6 com el Hut 8, que havia estat creat pel matemàtic Alan Turing, amb Hugh Alexander com al seu segon. Junts, Welchman, Milner-Barry, Turing i Alexander van saltar-se la cadena de comandament i van escriure un memoràndum directament al Primer Ministre, Winston Churchill, resumint les seves dificultats. La tasca de lliurar el missatge al número 10 de Downing Street va recaure en Milner-Barry en persona, el 21 d'octubre de 1941. L'endemà, Churchill va respondre, "Acció del dia: Assegurar-se que tinguin tot el que volen amb extrema prioritat i informar-me que s'ha fet". En un mes, les seves necessitats van ser satisfetes.
La tardor de 1943, Milner-Barry va assumir la direcció del Hut 6, que en aquell moment havia crescut fins a més de 450 persones, mentre Welchman havia estat nomenat Director Ajudant de Mecanització de Bletchley Park Romangué en el càrrec fins al final de la guerra, i afrontà diversos reptes tècnics generats per la introducció de dispositius addicionals de seguretat a la Màquina Enigma, com l'Enigma Uhr i un rotor reflector recablejable. La seva entrada a l'Oxford Dictionary of National Biography indica que «tot i que sentia que cada vegada més el Hut 6 estava a punt de perdre la capacitat de descodificar la Màquina Enigma, va persistir fins al final de la guerra, i això va ser degut en gran part a la seva capacitat de lideratge.» La història oficial del Hut 6, escrita immediatament després del final de la Segona Guerra Mundial, comenta en els seus inicis «molts èxits tècnics vitals» en la recerca de xuletes i també les seves «capacitats administratives i diplomàtiques» en el seu paper posterior al capdavant de la secció.

## Després de la Segona Guerra Mundial
Milner-Barry va entrar al Tresor de sa Majestat el 1945 amb el grau de Principal. El 1947, es va casar amb Thelma Tennant Wells, amb qui va tenir un fill i dues filles. El mateix any, va ser promocionat a Ajudant de secretari, i a Subsecretari el 1954. A banda d'una temporada al Ministeri de Salut en el període 1958 - 1960, es va mantenir al Tresor fins a 1966, quan, a l'edat de 60 anys, havia arribat a l'edat de jubilació normal per als funcionaris. Va ser persuadit de seguir com a funcionari cerimonial administrant el Sistema d'Honors Britànic. En aquest paper, va concedir el títol de cavaller a P. G. Wodehouse i Noël Coward. Milner-Barry finalment es retirà el 1977. Se li va concedir l'Orde de l'Imperi Britànic el 1946 per la seva tasca durant la Segona Guerra Mundial, l'Orde del Bany el 1962 i el Reial Orde Victorià el 1975.

## Darreres contribucions als escacs
|   | a | b | c | d | e | f | g | h |   |
| 8 | a8 negres torre · c8 negres alfil · d8 negres dama · e8 negres rei · h8 negres torre · a7 negres peó · b7 negres peó · c7 negres peó · d7 negres peó · f7 negres peó · g7 negres peó · h7 negres peó · c6 negres cavall · e6 negres peó · f6 negres cavall · b4 negres alfil · c4 blanques peó · d4 blanques peó · c3 blanques cavall · a2 blanques peó · b2 blanques peó · c2 blanques dama · e2 blanques peó · f2 blanques peó · g2 blanques peó · h2 blanques peó · a1 blanques torre · c1 blanques alfil · e1 blanques rei · f1 blanques alfil · g1 blanques cavall · h1 blanques torre | a8 negres torre · c8 negres alfil · d8 negres dama · e8 negres rei · h8 negres torre · a7 negres peó · b7 negres peó · c7 negres peó · d7 negres peó · f7 negres peó · g7 negres peó · h7 negres peó · c6 negres cavall · e6 negres peó · f6 negres cavall · b4 negres alfil · c4 blanques peó · d4 blanques peó · c3 blanques cavall · a2 blanques peó · b2 blanques peó · c2 blanques dama · e2 blanques peó · f2 blanques peó · g2 blanques peó · h2 blanques peó · a1 blanques torre · c1 blanques alfil · e1 blanques rei · f1 blanques alfil · g1 blanques cavall · h1 blanques torre | a8 negres torre · c8 negres alfil · d8 negres dama · e8 negres rei · h8 negres torre · a7 negres peó · b7 negres peó · c7 negres peó · d7 negres peó · f7 negres peó · g7 negres peó · h7 negres peó · c6 negres cavall · e6 negres peó · f6 negres cavall · b4 negres alfil · c4 blanques peó · d4 blanques peó · c3 blanques cavall · a2 blanques peó · b2 blanques peó · c2 blanques dama · e2 blanques peó · f2 blanques peó · g2 blanques peó · h2 blanques peó · a1 blanques torre · c1 blanques alfil · e1 blanques rei · f1 blanques alfil · g1 blanques cavall · h1 blanques torre | a8 negres torre · c8 negres alfil · d8 negres dama · e8 negres rei · h8 negres torre · a7 negres peó · b7 negres peó · c7 negres peó · d7 negres peó · f7 negres peó · g7 negres peó · h7 negres peó · c6 negres cavall · e6 negres peó · f6 negres cavall · b4 negres alfil · c4 blanques peó · d4 blanques peó · c3 blanques cavall · a2 blanques peó · b2 blanques peó · c2 blanques dama · e2 blanques peó · f2 blanques peó · g2 blanques peó · h2 blanques peó · a1 blanques torre · c1 blanques alfil · e1 blanques rei · f1 blanques alfil · g1 blanques cavall · h1 blanques torre | a8 negres torre · c8 negres alfil · d8 negres dama · e8 negres rei · h8 negres torre · a7 negres peó · b7 negres peó · c7 negres peó · d7 negres peó · f7 negres peó · g7 negres peó · h7 negres peó · c6 negres cavall · e6 negres peó · f6 negres cavall · b4 negres alfil · c4 blanques peó · d4 blanques peó · c3 blanques cavall · a2 blanques peó · b2 blanques peó · c2 blanques dama · e2 blanques peó · f2 blanques peó · g2 blanques peó · h2 blanques peó · a1 blanques torre · c1 blanques alfil · e1 blanques rei · f1 blanques alfil · g1 blanques cavall · h1 blanques torre | a8 negres torre · c8 negres alfil · d8 negres dama · e8 negres rei · h8 negres torre · a7 negres peó · b7 negres peó · c7 negres peó · d7 negres peó · f7 negres peó · g7 negres peó · h7 negres peó · c6 negres cavall · e6 negres peó · f6 negres cavall · b4 negres alfil · c4 blanques peó · d4 blanques peó · c3 blanques cavall · a2 blanques peó · b2 blanques peó · c2 blanques dama · e2 blanques peó · f2 blanques peó · g2 blanques peó · h2 blanques peó · a1 blanques torre · c1 blanques alfil · e1 blanques rei · f1 blanques alfil · g1 blanques cavall · h1 blanques torre | a8 negres torre · c8 negres alfil · d8 negres dama · e8 negres rei · h8 negres torre · a7 negres peó · b7 negres peó · c7 negres peó · d7 negres peó · f7 negres peó · g7 negres peó · h7 negres peó · c6 negres cavall · e6 negres peó · f6 negres cavall · b4 negres alfil · c4 blanques peó · d4 blanques peó · c3 blanques cavall · a2 blanques peó · b2 blanques peó · c2 blanques dama · e2 blanques peó · f2 blanques peó · g2 blanques peó · h2 blanques peó · a1 blanques torre · c1 blanques alfil · e1 blanques rei · f1 blanques alfil · g1 blanques cavall · h1 blanques torre | a8 negres torre · c8 negres alfil · d8 negres dama · e8 negres rei · h8 negres torre · a7 negres peó · b7 negres peó · c7 negres peó · d7 negres peó · f7 negres peó · g7 negres peó · h7 negres peó · c6 negres cavall · e6 negres peó · f6 negres cavall · b4 negres alfil · c4 blanques peó · d4 blanques peó · c3 blanques cavall · a2 blanques peó · b2 blanques peó · c2 blanques dama · e2 blanques peó · f2 blanques peó · g2 blanques peó · h2 blanques peó · a1 blanques torre · c1 blanques alfil · e1 blanques rei · f1 blanques alfil · g1 blanques cavall · h1 blanques torre | 8 |
| 7 | a8 negres torre · c8 negres alfil · d8 negres dama · e8 negres rei · h8 negres torre · a7 negres peó · b7 negres peó · c7 negres peó · d7 negres peó · f7 negres peó · g7 negres peó · h7 negres peó · c6 negres cavall · e6 negres peó · f6 negres cavall · b4 negres alfil · c4 blanques peó · d4 blanques peó · c3 blanques cavall · a2 blanques peó · b2 blanques peó · c2 blanques dama · e2 blanques peó · f2 blanques peó · g2 blanques peó · h2 blanques peó · a1 blanques torre · c1 blanques alfil · e1 blanques rei · f1 blanques alfil · g1 blanques cavall · h1 blanques torre | a8 negres torre · c8 negres alfil · d8 negres dama · e8 negres rei · h8 negres torre · a7 negres peó · b7 negres peó · c7 negres peó · d7 negres peó · f7 negres peó · g7 negres peó · h7 negres peó · c6 negres cavall · e6 negres peó · f6 negres cavall · b4 negres alfil · c4 blanques peó · d4 blanques peó · c3 blanques cavall · a2 blanques peó · b2 blanques peó · c2 blanques dama · e2 blanques peó · f2 blanques peó · g2 blanques peó · h2 blanques peó · a1 blanques torre · c1 blanques alfil · e1 blanques rei · f1 blanques alfil · g1 blanques cavall · h1 blanques torre | a8 negres torre · c8 negres alfil · d8 negres dama · e8 negres rei · h8 negres torre · a7 negres peó · b7 negres peó · c7 negres peó · d7 negres peó · f7 negres peó · g7 negres peó · h7 negres peó · c6 negres cavall · e6 negres peó · f6 negres cavall · b4 negres alfil · c4 blanques peó · d4 blanques peó · c3 blanques cavall · a2 blanques peó · b2 blanques peó · c2 blanques dama · e2 blanques peó · f2 blanques peó · g2 blanques peó · h2 blanques peó · a1 blanques torre · c1 blanques alfil · e1 blanques rei · f1 blanques alfil · g1 blanques cavall · h1 blanques torre | a8 negres torre · c8 negres alfil · d8 negres dama · e8 negres rei · h8 negres torre · a7 negres peó · b7 negres peó · c7 negres peó · d7 negres peó · f7 negres peó · g7 negres peó · h7 negres peó · c6 negres cavall · e6 negres peó · f6 negres cavall · b4 negres alfil · c4 blanques peó · d4 blanques peó · c3 blanques cavall · a2 blanques peó · b2 blanques peó · c2 blanques dama · e2 blanques peó · f2 blanques peó · g2 blanques peó · h2 blanques peó · a1 blanques torre · c1 blanques alfil · e1 blanques rei · f1 blanques alfil · g1 blanques cavall · h1 blanques torre | a8 negres torre · c8 negres alfil · d8 negres dama · e8 negres rei · h8 negres torre · a7 negres peó · b7 negres peó · c7 negres peó · d7 negres peó · f7 negres peó · g7 negres peó · h7 negres peó · c6 negres cavall · e6 negres peó · f6 negres cavall · b4 negres alfil · c4 blanques peó · d4 blanques peó · c3 blanques cavall · a2 blanques peó · b2 blanques peó · c2 blanques dama · e2 blanques peó · f2 blanques peó · g2 blanques peó · h2 blanques peó · a1 blanques torre · c1 blanques alfil · e1 blanques rei · f1 blanques alfil · g1 blanques cavall · h1 blanques torre | a8 negres torre · c8 negres alfil · d8 negres dama · e8 negres rei · h8 negres torre · a7 negres peó · b7 negres peó · c7 negres peó · d7 negres peó · f7 negres peó · g7 negres peó · h7 negres peó · c6 negres cavall · e6 negres peó · f6 negres cavall · b4 negres alfil · c4 blanques peó · d4 blanques peó · c3 blanques cavall · a2 blanques peó · b2 blanques peó · c2 blanques dama · e2 blanques peó · f2 blanques peó · g2 blanques peó · h2 blanques peó · a1 blanques torre · c1 blanques alfil · e1 blanques rei · f1 blanques alfil · g1 blanques cavall · h1 blanques torre | a8 negres torre · c8 negres alfil · d8 negres dama · e8 negres rei · h8 negres torre · a7 negres peó · b7 negres peó · c7 negres peó · d7 negres peó · f7 negres peó · g7 negres peó · h7 negres peó · c6 negres cavall · e6 negres peó · f6 negres cavall · b4 negres alfil · c4 blanques peó · d4 blanques peó · c3 blanques cavall · a2 blanques peó · b2 blanques peó · c2 blanques dama · e2 blanques peó · f2 blanques peó · g2 blanques peó · h2 blanques peó · a1 blanques torre · c1 blanques alfil · e1 blanques rei · f1 blanques alfil · g1 blanques cavall · h1 blanques torre | a8 negres torre · c8 negres alfil · d8 negres dama · e8 negres rei · h8 negres torre · a7 negres peó · b7 negres peó · c7 negres peó · d7 negres peó · f7 negres peó · g7 negres peó · h7 negres peó · c6 negres cavall · e6 negres peó · f6 negres cavall · b4 negres alfil · c4 blanques peó · d4 blanques peó · c3 blanques cavall · a2 blanques peó · b2 blanques peó · c2 blanques dama · e2 blanques peó · f2 blanques peó · g2 blanques peó · h2 blanques peó · a1 blanques torre · c1 blanques alfil · e1 blanques rei · f1 blanques alfil · g1 blanques cavall · h1 blanques torre | 7 |
| 6 | a8 negres torre · c8 negres alfil · d8 negres dama · e8 negres rei · h8 negres torre · a7 negres peó · b7 negres peó · c7 negres peó · d7 negres peó · f7 negres peó · g7 negres peó · h7 negres peó · c6 negres cavall · e6 negres peó · f6 negres cavall · b4 negres alfil · c4 blanques peó · d4 blanques peó · c3 blanques cavall · a2 blanques peó · b2 blanques peó · c2 blanques dama · e2 blanques peó · f2 blanques peó · g2 blanques peó · h2 blanques peó · a1 blanques torre · c1 blanques alfil · e1 blanques rei · f1 blanques alfil · g1 blanques cavall · h1 blanques torre | a8 negres torre · c8 negres alfil · d8 negres dama · e8 negres rei · h8 negres torre · a7 negres peó · b7 negres peó · c7 negres peó · d7 negres peó · f7 negres peó · g7 negres peó · h7 negres peó · c6 negres cavall · e6 negres peó · f6 negres cavall · b4 negres alfil · c4 blanques peó · d4 blanques peó · c3 blanques cavall · a2 blanques peó · b2 blanques peó · c2 blanques dama · e2 blanques peó · f2 blanques peó · g2 blanques peó · h2 blanques peó · a1 blanques torre · c1 blanques alfil · e1 blanques rei · f1 blanques alfil · g1 blanques cavall · h1 blanques torre | a8 negres torre · c8 negres alfil · d8 negres dama · e8 negres rei · h8 negres torre · a7 negres peó · b7 negres peó · c7 negres peó · d7 negres peó · f7 negres peó · g7 negres peó · h7 negres peó · c6 negres cavall · e6 negres peó · f6 negres cavall · b4 negres alfil · c4 blanques peó · d4 blanques peó · c3 blanques cavall · a2 blanques peó · b2 blanques peó · c2 blanques dama · e2 blanques peó · f2 blanques peó · g2 blanques peó · h2 blanques peó · a1 blanques torre · c1 blanques alfil · e1 blanques rei · f1 blanques alfil · g1 blanques cavall · h1 blanques torre | a8 negres torre · c8 negres alfil · d8 negres dama · e8 negres rei · h8 negres torre · a7 negres peó · b7 negres peó · c7 negres peó · d7 negres peó · f7 negres peó · g7 negres peó · h7 negres peó · c6 negres cavall · e6 negres peó · f6 negres cavall · b4 negres alfil · c4 blanques peó · d4 blanques peó · c3 blanques cavall · a2 blanques peó · b2 blanques peó · c2 blanques dama · e2 blanques peó · f2 blanques peó · g2 blanques peó · h2 blanques peó · a1 blanques torre · c1 blanques alfil · e1 blanques rei · f1 blanques alfil · g1 blanques cavall · h1 blanques torre | a8 negres torre · c8 negres alfil · d8 negres dama · e8 negres rei · h8 negres torre · a7 negres peó · b7 negres peó · c7 negres peó · d7 negres peó · f7 negres peó · g7 negres peó · h7 negres peó · c6 negres cavall · e6 negres peó · f6 negres cavall · b4 negres alfil · c4 blanques peó · d4 blanques peó · c3 blanques cavall · a2 blanques peó · b2 blanques peó · c2 blanques dama · e2 blanques peó · f2 blanques peó · g2 blanques peó · h2 blanques peó · a1 blanques torre · c1 blanques alfil · e1 blanques rei · f1 blanques alfil · g1 blanques cavall · h1 blanques torre | a8 negres torre · c8 negres alfil · d8 negres dama · e8 negres rei · h8 negres torre · a7 negres peó · b7 negres peó · c7 negres peó · d7 negres peó · f7 negres peó · g7 negres peó · h7 negres peó · c6 negres cavall · e6 negres peó · f6 negres cavall · b4 negres alfil · c4 blanques peó · d4 blanques peó · c3 blanques cavall · a2 blanques peó · b2 blanques peó · c2 blanques dama · e2 blanques peó · f2 blanques peó · g2 blanques peó · h2 blanques peó · a1 blanques torre · c1 blanques alfil · e1 blanques rei · f1 blanques alfil · g1 blanques cavall · h1 blanques torre | a8 negres torre · c8 negres alfil · d8 negres dama · e8 negres rei · h8 negres torre · a7 negres peó · b7 negres peó · c7 negres peó · d7 negres peó · f7 negres peó · g7 negres peó · h7 negres peó · c6 negres cavall · e6 negres peó · f6 negres cavall · b4 negres alfil · c4 blanques peó · d4 blanques peó · c3 blanques cavall · a2 blanques peó · b2 blanques peó · c2 blanques dama · e2 blanques peó · f2 blanques peó · g2 blanques peó · h2 blanques peó · a1 blanques torre · c1 blanques alfil · e1 blanques rei · f1 blanques alfil · g1 blanques cavall · h1 blanques torre | a8 negres torre · c8 negres alfil · d8 negres dama · e8 negres rei · h8 negres torre · a7 negres peó · b7 negres peó · c7 negres peó · d7 negres peó · f7 negres peó · g7 negres peó · h7 negres peó · c6 negres cavall · e6 negres peó · f6 negres cavall · b4 negres alfil · c4 blanques peó · d4 blanques peó · c3 blanques cavall · a2 blanques peó · b2 blanques peó · c2 blanques dama · e2 blanques peó · f2 blanques peó · g2 blanques peó · h2 blanques peó · a1 blanques torre · c1 blanques alfil · e1 blanques rei · f1 blanques alfil · g1 blanques cavall · h1 blanques torre | 6 |
| 5 | a8 negres torre · c8 negres alfil · d8 negres dama · e8 negres rei · h8 negres torre · a7 negres peó · b7 negres peó · c7 negres peó · d7 negres peó · f7 negres peó · g7 negres peó · h7 negres peó · c6 negres cavall · e6 negres peó · f6 negres cavall · b4 negres alfil · c4 blanques peó · d4 blanques peó · c3 blanques cavall · a2 blanques peó · b2 blanques peó · c2 blanques dama · e2 blanques peó · f2 blanques peó · g2 blanques peó · h2 blanques peó · a1 blanques torre · c1 blanques alfil · e1 blanques rei · f1 blanques alfil · g1 blanques cavall · h1 blanques torre | a8 negres torre · c8 negres alfil · d8 negres dama · e8 negres rei · h8 negres torre · a7 negres peó · b7 negres peó · c7 negres peó · d7 negres peó · f7 negres peó · g7 negres peó · h7 negres peó · c6 negres cavall · e6 negres peó · f6 negres cavall · b4 negres alfil · c4 blanques peó · d4 blanques peó · c3 blanques cavall · a2 blanques peó · b2 blanques peó · c2 blanques dama · e2 blanques peó · f2 blanques peó · g2 blanques peó · h2 blanques peó · a1 blanques torre · c1 blanques alfil · e1 blanques rei · f1 blanques alfil · g1 blanques cavall · h1 blanques torre | a8 negres torre · c8 negres alfil · d8 negres dama · e8 negres rei · h8 negres torre · a7 negres peó · b7 negres peó · c7 negres peó · d7 negres peó · f7 negres peó · g7 negres peó · h7 negres peó · c6 negres cavall · e6 negres peó · f6 negres cavall · b4 negres alfil · c4 blanques peó · d4 blanques peó · c3 blanques cavall · a2 blanques peó · b2 blanques peó · c2 blanques dama · e2 blanques peó · f2 blanques peó · g2 blanques peó · h2 blanques peó · a1 blanques torre · c1 blanques alfil · e1 blanques rei · f1 blanques alfil · g1 blanques cavall · h1 blanques torre | a8 negres torre · c8 negres alfil · d8 negres dama · e8 negres rei · h8 negres torre · a7 negres peó · b7 negres peó · c7 negres peó · d7 negres peó · f7 negres peó · g7 negres peó · h7 negres peó · c6 negres cavall · e6 negres peó · f6 negres cavall · b4 negres alfil · c4 blanques peó · d4 blanques peó · c3 blanques cavall · a2 blanques peó · b2 blanques peó · c2 blanques dama · e2 blanques peó · f2 blanques peó · g2 blanques peó · h2 blanques peó · a1 blanques torre · c1 blanques alfil · e1 blanques rei · f1 blanques alfil · g1 blanques cavall · h1 blanques torre | a8 negres torre · c8 negres alfil · d8 negres dama · e8 negres rei · h8 negres torre · a7 negres peó · b7 negres peó · c7 negres peó · d7 negres peó · f7 negres peó · g7 negres peó · h7 negres peó · c6 negres cavall · e6 negres peó · f6 negres cavall · b4 negres alfil · c4 blanques peó · d4 blanques peó · c3 blanques cavall · a2 blanques peó · b2 blanques peó · c2 blanques dama · e2 blanques peó · f2 blanques peó · g2 blanques peó · h2 blanques peó · a1 blanques torre · c1 blanques alfil · e1 blanques rei · f1 blanques alfil · g1 blanques cavall · h1 blanques torre | a8 negres torre · c8 negres alfil · d8 negres dama · e8 negres rei · h8 negres torre · a7 negres peó · b7 negres peó · c7 negres peó · d7 negres peó · f7 negres peó · g7 negres peó · h7 negres peó · c6 negres cavall · e6 negres peó · f6 negres cavall · b4 negres alfil · c4 blanques peó · d4 blanques peó · c3 blanques cavall · a2 blanques peó · b2 blanques peó · c2 blanques dama · e2 blanques peó · f2 blanques peó · g2 blanques peó · h2 blanques peó · a1 blanques torre · c1 blanques alfil · e1 blanques rei · f1 blanques alfil · g1 blanques cavall · h1 blanques torre | a8 negres torre · c8 negres alfil · d8 negres dama · e8 negres rei · h8 negres torre · a7 negres peó · b7 negres peó · c7 negres peó · d7 negres peó · f7 negres peó · g7 negres peó · h7 negres peó · c6 negres cavall · e6 negres peó · f6 negres cavall · b4 negres alfil · c4 blanques peó · d4 blanques peó · c3 blanques cavall · a2 blanques peó · b2 blanques peó · c2 blanques dama · e2 blanques peó · f2 blanques peó · g2 blanques peó · h2 blanques peó · a1 blanques torre · c1 blanques alfil · e1 blanques rei · f1 blanques alfil · g1 blanques cavall · h1 blanques torre | a8 negres torre · c8 negres alfil · d8 negres dama · e8 negres rei · h8 negres torre · a7 negres peó · b7 negres peó · c7 negres peó · d7 negres peó · f7 negres peó · g7 negres peó · h7 negres peó · c6 negres cavall · e6 negres peó · f6 negres cavall · b4 negres alfil · c4 blanques peó · d4 blanques peó · c3 blanques cavall · a2 blanques peó · b2 blanques peó · c2 blanques dama · e2 blanques peó · f2 blanques peó · g2 blanques peó · h2 blanques peó · a1 blanques torre · c1 blanques alfil · e1 blanques rei · f1 blanques alfil · g1 blanques cavall · h1 blanques torre | 5 |
| 4 | a8 negres torre · c8 negres alfil · d8 negres dama · e8 negres rei · h8 negres torre · a7 negres peó · b7 negres peó · c7 negres peó · d7 negres peó · f7 negres peó · g7 negres peó · h7 negres peó · c6 negres cavall · e6 negres peó · f6 negres cavall · b4 negres alfil · c4 blanques peó · d4 blanques peó · c3 blanques cavall · a2 blanques peó · b2 blanques peó · c2 blanques dama · e2 blanques peó · f2 blanques peó · g2 blanques peó · h2 blanques peó · a1 blanques torre · c1 blanques alfil · e1 blanques rei · f1 blanques alfil · g1 blanques cavall · h1 blanques torre | a8 negres torre · c8 negres alfil · d8 negres dama · e8 negres rei · h8 negres torre · a7 negres peó · b7 negres peó · c7 negres peó · d7 negres peó · f7 negres peó · g7 negres peó · h7 negres peó · c6 negres cavall · e6 negres peó · f6 negres cavall · b4 negres alfil · c4 blanques peó · d4 blanques peó · c3 blanques cavall · a2 blanques peó · b2 blanques peó · c2 blanques dama · e2 blanques peó · f2 blanques peó · g2 blanques peó · h2 blanques peó · a1 blanques torre · c1 blanques alfil · e1 blanques rei · f1 blanques alfil · g1 blanques cavall · h1 blanques torre | a8 negres torre · c8 negres alfil · d8 negres dama · e8 negres rei · h8 negres torre · a7 negres peó · b7 negres peó · c7 negres peó · d7 negres peó · f7 negres peó · g7 negres peó · h7 negres peó · c6 negres cavall · e6 negres peó · f6 negres cavall · b4 negres alfil · c4 blanques peó · d4 blanques peó · c3 blanques cavall · a2 blanques peó · b2 blanques peó · c2 blanques dama · e2 blanques peó · f2 blanques peó · g2 blanques peó · h2 blanques peó · a1 blanques torre · c1 blanques alfil · e1 blanques rei · f1 blanques alfil · g1 blanques cavall · h1 blanques torre | a8 negres torre · c8 negres alfil · d8 negres dama · e8 negres rei · h8 negres torre · a7 negres peó · b7 negres peó · c7 negres peó · d7 negres peó · f7 negres peó · g7 negres peó · h7 negres peó · c6 negres cavall · e6 negres peó · f6 negres cavall · b4 negres alfil · c4 blanques peó · d4 blanques peó · c3 blanques cavall · a2 blanques peó · b2 blanques peó · c2 blanques dama · e2 blanques peó · f2 blanques peó · g2 blanques peó · h2 blanques peó · a1 blanques torre · c1 blanques alfil · e1 blanques rei · f1 blanques alfil · g1 blanques cavall · h1 blanques torre | a8 negres torre · c8 negres alfil · d8 negres dama · e8 negres rei · h8 negres torre · a7 negres peó · b7 negres peó · c7 negres peó · d7 negres peó · f7 negres peó · g7 negres peó · h7 negres peó · c6 negres cavall · e6 negres peó · f6 negres cavall · b4 negres alfil · c4 blanques peó · d4 blanques peó · c3 blanques cavall · a2 blanques peó · b2 blanques peó · c2 blanques dama · e2 blanques peó · f2 blanques peó · g2 blanques peó · h2 blanques peó · a1 blanques torre · c1 blanques alfil · e1 blanques rei · f1 blanques alfil · g1 blanques cavall · h1 blanques torre | a8 negres torre · c8 negres alfil · d8 negres dama · e8 negres rei · h8 negres torre · a7 negres peó · b7 negres peó · c7 negres peó · d7 negres peó · f7 negres peó · g7 negres peó · h7 negres peó · c6 negres cavall · e6 negres peó · f6 negres cavall · b4 negres alfil · c4 blanques peó · d4 blanques peó · c3 blanques cavall · a2 blanques peó · b2 blanques peó · c2 blanques dama · e2 blanques peó · f2 blanques peó · g2 blanques peó · h2 blanques peó · a1 blanques torre · c1 blanques alfil · e1 blanques rei · f1 blanques alfil · g1 blanques cavall · h1 blanques torre | a8 negres torre · c8 negres alfil · d8 negres dama · e8 negres rei · h8 negres torre · a7 negres peó · b7 negres peó · c7 negres peó · d7 negres peó · f7 negres peó · g7 negres peó · h7 negres peó · c6 negres cavall · e6 negres peó · f6 negres cavall · b4 negres alfil · c4 blanques peó · d4 blanques peó · c3 blanques cavall · a2 blanques peó · b2 blanques peó · c2 blanques dama · e2 blanques peó · f2 blanques peó · g2 blanques peó · h2 blanques peó · a1 blanques torre · c1 blanques alfil · e1 blanques rei · f1 blanques alfil · g1 blanques cavall · h1 blanques torre | a8 negres torre · c8 negres alfil · d8 negres dama · e8 negres rei · h8 negres torre · a7 negres peó · b7 negres peó · c7 negres peó · d7 negres peó · f7 negres peó · g7 negres peó · h7 negres peó · c6 negres cavall · e6 negres peó · f6 negres cavall · b4 negres alfil · c4 blanques peó · d4 blanques peó · c3 blanques cavall · a2 blanques peó · b2 blanques peó · c2 blanques dama · e2 blanques peó · f2 blanques peó · g2 blanques peó · h2 blanques peó · a1 blanques torre · c1 blanques alfil · e1 blanques rei · f1 blanques alfil · g1 blanques cavall · h1 blanques torre | 4 |
| 3 | a8 negres torre · c8 negres alfil · d8 negres dama · e8 negres rei · h8 negres torre · a7 negres peó · b7 negres peó · c7 negres peó · d7 negres peó · f7 negres peó · g7 negres peó · h7 negres peó · c6 negres cavall · e6 negres peó · f6 negres cavall · b4 negres alfil · c4 blanques peó · d4 blanques peó · c3 blanques cavall · a2 blanques peó · b2 blanques peó · c2 blanques dama · e2 blanques peó · f2 blanques peó · g2 blanques peó · h2 blanques peó · a1 blanques torre · c1 blanques alfil · e1 blanques rei · f1 blanques alfil · g1 blanques cavall · h1 blanques torre | a8 negres torre · c8 negres alfil · d8 negres dama · e8 negres rei · h8 negres torre · a7 negres peó · b7 negres peó · c7 negres peó · d7 negres peó · f7 negres peó · g7 negres peó · h7 negres peó · c6 negres cavall · e6 negres peó · f6 negres cavall · b4 negres alfil · c4 blanques peó · d4 blanques peó · c3 blanques cavall · a2 blanques peó · b2 blanques peó · c2 blanques dama · e2 blanques peó · f2 blanques peó · g2 blanques peó · h2 blanques peó · a1 blanques torre · c1 blanques alfil · e1 blanques rei · f1 blanques alfil · g1 blanques cavall · h1 blanques torre | a8 negres torre · c8 negres alfil · d8 negres dama · e8 negres rei · h8 negres torre · a7 negres peó · b7 negres peó · c7 negres peó · d7 negres peó · f7 negres peó · g7 negres peó · h7 negres peó · c6 negres cavall · e6 negres peó · f6 negres cavall · b4 negres alfil · c4 blanques peó · d4 blanques peó · c3 blanques cavall · a2 blanques peó · b2 blanques peó · c2 blanques dama · e2 blanques peó · f2 blanques peó · g2 blanques peó · h2 blanques peó · a1 blanques torre · c1 blanques alfil · e1 blanques rei · f1 blanques alfil · g1 blanques cavall · h1 blanques torre | a8 negres torre · c8 negres alfil · d8 negres dama · e8 negres rei · h8 negres torre · a7 negres peó · b7 negres peó · c7 negres peó · d7 negres peó · f7 negres peó · g7 negres peó · h7 negres peó · c6 negres cavall · e6 negres peó · f6 negres cavall · b4 negres alfil · c4 blanques peó · d4 blanques peó · c3 blanques cavall · a2 blanques peó · b2 blanques peó · c2 blanques dama · e2 blanques peó · f2 blanques peó · g2 blanques peó · h2 blanques peó · a1 blanques torre · c1 blanques alfil · e1 blanques rei · f1 blanques alfil · g1 blanques cavall · h1 blanques torre | a8 negres torre · c8 negres alfil · d8 negres dama · e8 negres rei · h8 negres torre · a7 negres peó · b7 negres peó · c7 negres peó · d7 negres peó · f7 negres peó · g7 negres peó · h7 negres peó · c6 negres cavall · e6 negres peó · f6 negres cavall · b4 negres alfil · c4 blanques peó · d4 blanques peó · c3 blanques cavall · a2 blanques peó · b2 blanques peó · c2 blanques dama · e2 blanques peó · f2 blanques peó · g2 blanques peó · h2 blanques peó · a1 blanques torre · c1 blanques alfil · e1 blanques rei · f1 blanques alfil · g1 blanques cavall · h1 blanques torre | a8 negres torre · c8 negres alfil · d8 negres dama · e8 negres rei · h8 negres torre · a7 negres peó · b7 negres peó · c7 negres peó · d7 negres peó · f7 negres peó · g7 negres peó · h7 negres peó · c6 negres cavall · e6 negres peó · f6 negres cavall · b4 negres alfil · c4 blanques peó · d4 blanques peó · c3 blanques cavall · a2 blanques peó · b2 blanques peó · c2 blanques dama · e2 blanques peó · f2 blanques peó · g2 blanques peó · h2 blanques peó · a1 blanques torre · c1 blanques alfil · e1 blanques rei · f1 blanques alfil · g1 blanques cavall · h1 blanques torre | a8 negres torre · c8 negres alfil · d8 negres dama · e8 negres rei · h8 negres torre · a7 negres peó · b7 negres peó · c7 negres peó · d7 negres peó · f7 negres peó · g7 negres peó · h7 negres peó · c6 negres cavall · e6 negres peó · f6 negres cavall · b4 negres alfil · c4 blanques peó · d4 blanques peó · c3 blanques cavall · a2 blanques peó · b2 blanques peó · c2 blanques dama · e2 blanques peó · f2 blanques peó · g2 blanques peó · h2 blanques peó · a1 blanques torre · c1 blanques alfil · e1 blanques rei · f1 blanques alfil · g1 blanques cavall · h1 blanques torre | a8 negres torre · c8 negres alfil · d8 negres dama · e8 negres rei · h8 negres torre · a7 negres peó · b7 negres peó · c7 negres peó · d7 negres peó · f7 negres peó · g7 negres peó · h7 negres peó · c6 negres cavall · e6 negres peó · f6 negres cavall · b4 negres alfil · c4 blanques peó · d4 blanques peó · c3 blanques cavall · a2 blanques peó · b2 blanques peó · c2 blanques dama · e2 blanques peó · f2 blanques peó · g2 blanques peó · h2 blanques peó · a1 blanques torre · c1 blanques alfil · e1 blanques rei · f1 blanques alfil · g1 blanques cavall · h1 blanques torre | 3 |
| 2 | a8 negres torre · c8 negres alfil · d8 negres dama · e8 negres rei · h8 negres torre · a7 negres peó · b7 negres peó · c7 negres peó · d7 negres peó · f7 negres peó · g7 negres peó · h7 negres peó · c6 negres cavall · e6 negres peó · f6 negres cavall · b4 negres alfil · c4 blanques peó · d4 blanques peó · c3 blanques cavall · a2 blanques peó · b2 blanques peó · c2 blanques dama · e2 blanques peó · f2 blanques peó · g2 blanques peó · h2 blanques peó · a1 blanques torre · c1 blanques alfil · e1 blanques rei · f1 blanques alfil · g1 blanques cavall · h1 blanques torre | a8 negres torre · c8 negres alfil · d8 negres dama · e8 negres rei · h8 negres torre · a7 negres peó · b7 negres peó · c7 negres peó · d7 negres peó · f7 negres peó · g7 negres peó · h7 negres peó · c6 negres cavall · e6 negres peó · f6 negres cavall · b4 negres alfil · c4 blanques peó · d4 blanques peó · c3 blanques cavall · a2 blanques peó · b2 blanques peó · c2 blanques dama · e2 blanques peó · f2 blanques peó · g2 blanques peó · h2 blanques peó · a1 blanques torre · c1 blanques alfil · e1 blanques rei · f1 blanques alfil · g1 blanques cavall · h1 blanques torre | a8 negres torre · c8 negres alfil · d8 negres dama · e8 negres rei · h8 negres torre · a7 negres peó · b7 negres peó · c7 negres peó · d7 negres peó · f7 negres peó · g7 negres peó · h7 negres peó · c6 negres cavall · e6 negres peó · f6 negres cavall · b4 negres alfil · c4 blanques peó · d4 blanques peó · c3 blanques cavall · a2 blanques peó · b2 blanques peó · c2 blanques dama · e2 blanques peó · f2 blanques peó · g2 blanques peó · h2 blanques peó · a1 blanques torre · c1 blanques alfil · e1 blanques rei · f1 blanques alfil · g1 blanques cavall · h1 blanques torre | a8 negres torre · c8 negres alfil · d8 negres dama · e8 negres rei · h8 negres torre · a7 negres peó · b7 negres peó · c7 negres peó · d7 negres peó · f7 negres peó · g7 negres peó · h7 negres peó · c6 negres cavall · e6 negres peó · f6 negres cavall · b4 negres alfil · c4 blanques peó · d4 blanques peó · c3 blanques cavall · a2 blanques peó · b2 blanques peó · c2 blanques dama · e2 blanques peó · f2 blanques peó · g2 blanques peó · h2 blanques peó · a1 blanques torre · c1 blanques alfil · e1 blanques rei · f1 blanques alfil · g1 blanques cavall · h1 blanques torre | a8 negres torre · c8 negres alfil · d8 negres dama · e8 negres rei · h8 negres torre · a7 negres peó · b7 negres peó · c7 negres peó · d7 negres peó · f7 negres peó · g7 negres peó · h7 negres peó · c6 negres cavall · e6 negres peó · f6 negres cavall · b4 negres alfil · c4 blanques peó · d4 blanques peó · c3 blanques cavall · a2 blanques peó · b2 blanques peó · c2 blanques dama · e2 blanques peó · f2 blanques peó · g2 blanques peó · h2 blanques peó · a1 blanques torre · c1 blanques alfil · e1 blanques rei · f1 blanques alfil · g1 blanques cavall · h1 blanques torre | a8 negres torre · c8 negres alfil · d8 negres dama · e8 negres rei · h8 negres torre · a7 negres peó · b7 negres peó · c7 negres peó · d7 negres peó · f7 negres peó · g7 negres peó · h7 negres peó · c6 negres cavall · e6 negres peó · f6 negres cavall · b4 negres alfil · c4 blanques peó · d4 blanques peó · c3 blanques cavall · a2 blanques peó · b2 blanques peó · c2 blanques dama · e2 blanques peó · f2 blanques peó · g2 blanques peó · h2 blanques peó · a1 blanques torre · c1 blanques alfil · e1 blanques rei · f1 blanques alfil · g1 blanques cavall · h1 blanques torre | a8 negres torre · c8 negres alfil · d8 negres dama · e8 negres rei · h8 negres torre · a7 negres peó · b7 negres peó · c7 negres peó · d7 negres peó · f7 negres peó · g7 negres peó · h7 negres peó · c6 negres cavall · e6 negres peó · f6 negres cavall · b4 negres alfil · c4 blanques peó · d4 blanques peó · c3 blanques cavall · a2 blanques peó · b2 blanques peó · c2 blanques dama · e2 blanques peó · f2 blanques peó · g2 blanques peó · h2 blanques peó · a1 blanques torre · c1 blanques alfil · e1 blanques rei · f1 blanques alfil · g1 blanques cavall · h1 blanques torre | a8 negres torre · c8 negres alfil · d8 negres dama · e8 negres rei · h8 negres torre · a7 negres peó · b7 negres peó · c7 negres peó · d7 negres peó · f7 negres peó · g7 negres peó · h7 negres peó · c6 negres cavall · e6 negres peó · f6 negres cavall · b4 negres alfil · c4 blanques peó · d4 blanques peó · c3 blanques cavall · a2 blanques peó · b2 blanques peó · c2 blanques dama · e2 blanques peó · f2 blanques peó · g2 blanques peó · h2 blanques peó · a1 blanques torre · c1 blanques alfil · e1 blanques rei · f1 blanques alfil · g1 blanques cavall · h1 blanques torre | 2 |
| 1 | a8 negres torre · c8 negres alfil · d8 negres dama · e8 negres rei · h8 negres torre · a7 negres peó · b7 negres peó · c7 negres peó · d7 negres peó · f7 negres peó · g7 negres peó · h7 negres peó · c6 negres cavall · e6 negres peó · f6 negres cavall · b4 negres alfil · c4 blanques peó · d4 blanques peó · c3 blanques cavall · a2 blanques peó · b2 blanques peó · c2 blanques dama · e2 blanques peó · f2 blanques peó · g2 blanques peó · h2 blanques peó · a1 blanques torre · c1 blanques alfil · e1 blanques rei · f1 blanques alfil · g1 blanques cavall · h1 blanques torre | a8 negres torre · c8 negres alfil · d8 negres dama · e8 negres rei · h8 negres torre · a7 negres peó · b7 negres peó · c7 negres peó · d7 negres peó · f7 negres peó · g7 negres peó · h7 negres peó · c6 negres cavall · e6 negres peó · f6 negres cavall · b4 negres alfil · c4 blanques peó · d4 blanques peó · c3 blanques cavall · a2 blanques peó · b2 blanques peó · c2 blanques dama · e2 blanques peó · f2 blanques peó · g2 blanques peó · h2 blanques peó · a1 blanques torre · c1 blanques alfil · e1 blanques rei · f1 blanques alfil · g1 blanques cavall · h1 blanques torre | a8 negres torre · c8 negres alfil · d8 negres dama · e8 negres rei · h8 negres torre · a7 negres peó · b7 negres peó · c7 negres peó · d7 negres peó · f7 negres peó · g7 negres peó · h7 negres peó · c6 negres cavall · e6 negres peó · f6 negres cavall · b4 negres alfil · c4 blanques peó · d4 blanques peó · c3 blanques cavall · a2 blanques peó · b2 blanques peó · c2 blanques dama · e2 blanques peó · f2 blanques peó · g2 blanques peó · h2 blanques peó · a1 blanques torre · c1 blanques alfil · e1 blanques rei · f1 blanques alfil · g1 blanques cavall · h1 blanques torre | a8 negres torre · c8 negres alfil · d8 negres dama · e8 negres rei · h8 negres torre · a7 negres peó · b7 negres peó · c7 negres peó · d7 negres peó · f7 negres peó · g7 negres peó · h7 negres peó · c6 negres cavall · e6 negres peó · f6 negres cavall · b4 negres alfil · c4 blanques peó · d4 blanques peó · c3 blanques cavall · a2 blanques peó · b2 blanques peó · c2 blanques dama · e2 blanques peó · f2 blanques peó · g2 blanques peó · h2 blanques peó · a1 blanques torre · c1 blanques alfil · e1 blanques rei · f1 blanques alfil · g1 blanques cavall · h1 blanques torre | a8 negres torre · c8 negres alfil · d8 negres dama · e8 negres rei · h8 negres torre · a7 negres peó · b7 negres peó · c7 negres peó · d7 negres peó · f7 negres peó · g7 negres peó · h7 negres peó · c6 negres cavall · e6 negres peó · f6 negres cavall · b4 negres alfil · c4 blanques peó · d4 blanques peó · c3 blanques cavall · a2 blanques peó · b2 blanques peó · c2 blanques dama · e2 blanques peó · f2 blanques peó · g2 blanques peó · h2 blanques peó · a1 blanques torre · c1 blanques alfil · e1 blanques rei · f1 blanques alfil · g1 blanques cavall · h1 blanques torre | a8 negres torre · c8 negres alfil · d8 negres dama · e8 negres rei · h8 negres torre · a7 negres peó · b7 negres peó · c7 negres peó · d7 negres peó · f7 negres peó · g7 negres peó · h7 negres peó · c6 negres cavall · e6 negres peó · f6 negres cavall · b4 negres alfil · c4 blanques peó · d4 blanques peó · c3 blanques cavall · a2 blanques peó · b2 blanques peó · c2 blanques dama · e2 blanques peó · f2 blanques peó · g2 blanques peó · h2 blanques peó · a1 blanques torre · c1 blanques alfil · e1 blanques rei · f1 blanques alfil · g1 blanques cavall · h1 blanques torre | a8 negres torre · c8 negres alfil · d8 negres dama · e8 negres rei · h8 negres torre · a7 negres peó · b7 negres peó · c7 negres peó · d7 negres peó · f7 negres peó · g7 negres peó · h7 negres peó · c6 negres cavall · e6 negres peó · f6 negres cavall · b4 negres alfil · c4 blanques peó · d4 blanques peó · c3 blanques cavall · a2 blanques peó · b2 blanques peó · c2 blanques dama · e2 blanques peó · f2 blanques peó · g2 blanques peó · h2 blanques peó · a1 blanques torre · c1 blanques alfil · e1 blanques rei · f1 blanques alfil · g1 blanques cavall · h1 blanques torre | a8 negres torre · c8 negres alfil · d8 negres dama · e8 negres rei · h8 negres torre · a7 negres peó · b7 negres peó · c7 negres peó · d7 negres peó · f7 negres peó · g7 negres peó · h7 negres peó · c6 negres cavall · e6 negres peó · f6 negres cavall · b4 negres alfil · c4 blanques peó · d4 blanques peó · c3 blanques cavall · a2 blanques peó · b2 blanques peó · c2 blanques dama · e2 blanques peó · f2 blanques peó · g2 blanques peó · h2 blanques peó · a1 blanques torre · c1 blanques alfil · e1 blanques rei · f1 blanques alfil · g1 blanques cavall · h1 blanques torre | 1 |
|   | a | b | c | d | e | f | g | h |   |

Milner-Barry també havia continuat jugant als escacs, i va competir a les Olimpíades d'escacs dels anys 1952 i 1956. El viatge de 1956 a l'Olimpíada de Moscou fou arriscat, ja que els britànics i els soviètics, que havien estat aliats durant la Segona Guerra Mundial, estaven llavors enfrontats per la guerra freda, i el coneixement que Milner-Barry tenia sobre desencriptació del període de guerra, hauria estat de gran interès pels soviètics; de tota manera, el fet que els britànics havien pogut desxifrar els codis alemanys a escala massiva es va mantenir en secret fins a 1974, quan es va publicar el llibre de Frederick Winterbotham The Ultra Secret.
Milner-Barry fou segon al Campionat del Regne Unit a Hastings el 1953 (va acabar només per darrere de Daniel Yanofsky, qui va establir un nou rècord de puntuació de la prova), amb una puntuació de 8/11; aquest seria el seu millor resultat en un campionat nacional britànic.
Va ser president de la Federació Britànica d'Escacs entre 1970 i 1973 i va seguir competint en torneigs als 80 anys. La seva necrològica a The Independent recordava el seu «salvatgement efectiu estil d'atac, encaminat a la perfecció a través d'una sèrie de 'serioses partides amistoses' contra el seu antic rival Hugh Alexander». El 1972, George Koltanowsky va escriure que, «el seu estil era molt agradable per als espectadors perquè sempre buscava les continuacions perilloses i ¡bastant sovint les trobava!». El seu nom s'associa amb tres variants d'obertura:
- la variant Milner-Barry de la defensa Nimzo-Índia (E33 a l'Enciclopèdia d'obertures d'escacs (ECO)): 1.d4 Cf6 2.c4 e6 3.Cc3 Ab4 4.Dc2 Cc6;
- el gambit Milner-Barry a la defensa francesa (C02 a l'ECO): 1.e4 e6 2.d4 d5 3.e5 c5 4.c3 Cc6 5.Cf3 Db6 6.Ad3 cxd4 7.cxd4 Ad7 8.0-0!? Cxd4 9.Cxd4 Dxd4 10.Cc3;[5]
- la variant Milner-Barry de la defensa Petroff (C42 a l'ECO): 1.e4 e5 2.Cf3 Cf6 3.Cxe5 d6 4.Cf3 Cxe4 5.De2 De7 6.d3 Cf6 7.Ag5 Cbd7.

### Participació en olimpíades d'escacs
Stuart Milner-Barry va participar, representant Anglaterra, en quatre Olimpíades d'escacs (amb un total de 18½ punts de 38 partides, (+12 =13 -13), un 48,7%).
| Any  | Olimpíada      | Ciutat       | Tauler | Guanyades | Taules | Perdudes | %    | Posició indiv. | Posició equip |
| ---- | -------------- | ------------ | ------ | --------- | ------ | -------- | ---- | -------------- | ------------- |
| 1937 | VII Olimpíada  | Estocolm     | 3r     | 2         | 2      | 5        | 33,3 | 13             | 13            |
| 1939 | VIII Olimpíada | Buenos Aires | 3r     | 3         | 2      | 0        | 80,0 | -              | -             |
| 1952 | X Olimpíada    | Hèlsinki     | 3r     | 2         | 7      | 3        | 45,8 | 17             | 16            |
| 1956 | XII Olimpíada  | Moscou       | 4t     | 5         | 2      | 5        | 50,0 | 12             | 8             |

## Darrers anys
El 1985 Milner-Barry va defensar amb fermesa la reputació de Gordon Welchman, que havia estat pòstumament criticat en publicar detalls sobre els temps de guerra al Hut 6. El 1992, fent-se ressò de la seva visita en temps de guerra al número 10 de Downing Street, Milner-Barry va ser membre d'un grup que va lliurar una petició al Primer Ministre demanant al govern ajuda per conservar Bletchley Park, que estava llavors sota l'amenaça de demolició.
Va morir el 25 de març de 1995 a l'Hospital de Lewisham a Londres, i es va oficiar un funeral en honor seu a l'Abadia de Westminster el 15 de juny. És enterrat al cementiri de Great Shelford, a Cambridgeshire.